# Waltrop
Waltrop è una città di 29 429 abitanti della Renania Settentrionale-Vestfalia, in Germania.
Appartiene al distretto governativo di Münster e al circondario di Recklinghausen.
Waltrop possiede lo status di "Media città di circondario" (Mittlere kreisangehörige Stadt).